# Нинти
Нинти — шумерская богиня жизни.
Нинти также является одной из восьми богинь исцеления, которые были созданы богиней Нинхурсаг, чтобы исцелить тело бога Энки. Она отвечала за исцеление рёбер. Энки съел запрещённые цветы, а затем был проклят Нинхурсаг, которую другие боги позднее убедили вылечить его. Некоторые учёные предполагают, что это послужило основой для рассказа о Еве, созданной из ребра Адама, в Книге Бытия.
Один из четырёх богов, которым приписывалось сотворение, Энки был в первую очередь богом пресной воды и, как говорили, наполнил реки Тигр и Евфрат как водой, так и морской жизнью. В результате он был визуально изображен как бородатый мужчина в типичной одежде того времени — в комплекте с рогатой шляпой — сидящим, с текущими ручьями и рыбой вокруг него. В отличие от большинства главных богов, Энки не жил ни на небе, ни на земле, ни в Преисподней; он жил в Абзу. Основной супругой Энки была Ки, но в этом случае её всегда называли Нинхурсаг. У него также были отношения с Дамкиной, Нинсар и Нинкуррой, которые были его дочерьми. Он также был отцом троих других детей — Мардука, Утту и Нинти.

## В культуре
- В песне «Darts» группы System of a Down с их одноимённого дебютного альбома есть такие строки:

Воскресни, как это сделали боги Нинти,

Воскресни, как это сделали боги Нинти,

Воскресни, как это сделали боги Нинти

И Ишкур!
Оригинальный текст (англ.)Arise as did the gods Ninti

Arise as did the gods Ninti

Arise as did the gods Ninti

And Ishkur!
— Автор текста: Серж Танкян